# ادی (فیلم)
ادی (انگلیسی: Eddie) یک فیلم در ژانر کمدی به کارگردانی استیو رش است که در سال ۱۹۹۶ منتشر شد. دونالد ترامپ در این فیلم بازی کرده‌است.

## بازیگران
- ووپی گلدبرگ
- فرانک لانگلا
- دنیس فارینا
- جان سلی
- لیزا ان والتر
- مارک جکسون
- ریچارد جنکینز
- تروی بیر
- مارک بلوکاس
- دونالد ترامپ
- دنیس رادمن
- الکساندرا ادی
- ایسایا ویتلک جونیور
- جین آنتونی ری
- جان دیماجیو
- آصف مندوی
- جان بنجامین هیکی